# Общество еврейской народной музыки

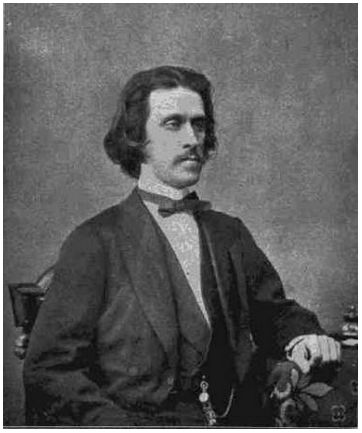
Д. А. Черномордиков
(первый председатель)

Общество еврейской народной музыки — организация созданная с целью содействовать изучению и развитию в России еврейской народной музыки — духовной и светской.
Общество еврейской народной музыки было основано 4 марта 1908 года; правление располагалось в городе Санкт-Петербурге.
Одним из организаторов и первым председателем общества выступил русский композитор, пианист, писатель, дипломат, педагог и музыкальный критик Давид Ааронович Черномордиков, убеждённый большевик и участник революционных событий 1905 года. После Черномордикова председателями общества были И. М. Кнорозовский и В. Мандель.
Одним из основателей общества выступил Зиновий Аронович Кисельгоф — педагог и музыкант-фольклорист. Он оставался активным членом общества до 1921 года.
В 1912 году в состав правления общества вошёл Ан-ский — известный еврейский писатель, поэт, драматург, публицист и этнограф.

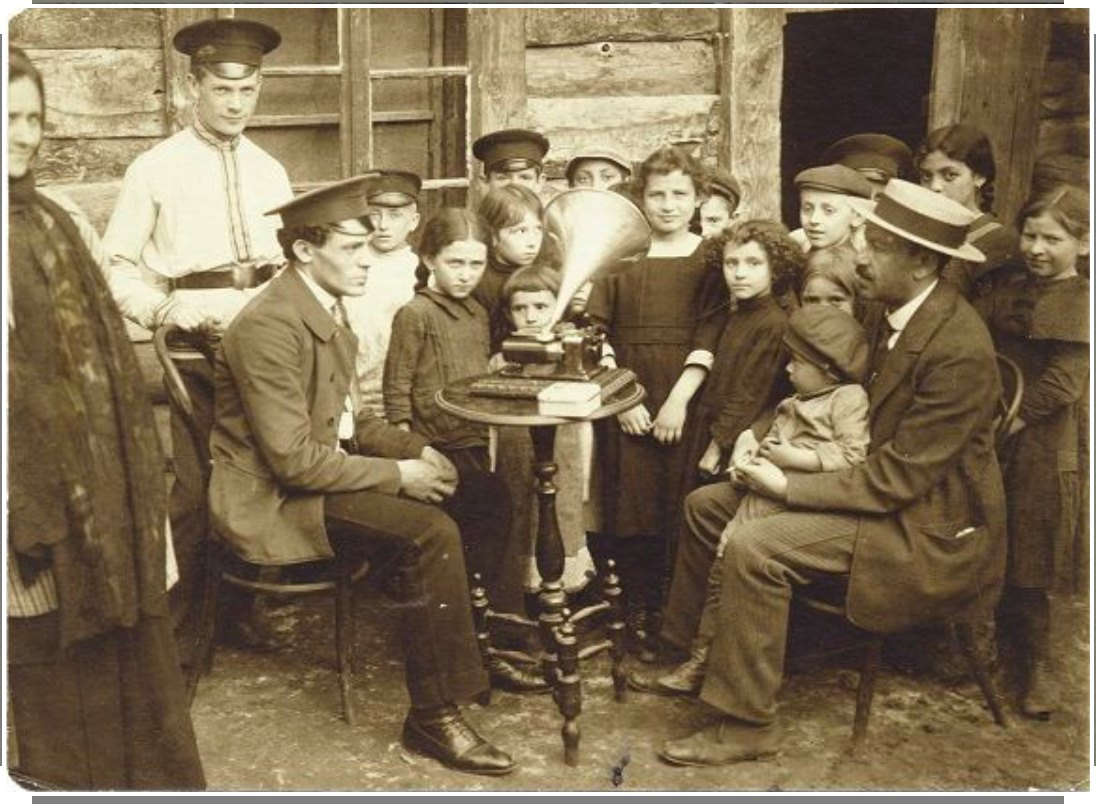
З. А. Кисельгоф (сидит справа), в Кременце, 1912

Члены Общества собирали и обрабатывали народные песни. Для записи еврейской народной музыки спонсировались фольклорные экспедиции. В том числе и экспедицию с участием Кисельгофа, когда для записи использовался недавнее изобретение — фонограф Эдисона. Группа записала более 1000 восковых цилиндров. Эта коллекция, хранящаяся в Национальной библиотеке Украины в Киеве,- является одним из важнейших этнографических ресурсов еврейской жизни Украины того периода.
В 1910 году Общество приступило к изданию еврейских народных песен (к концу 1911 года вышло 34 номера), аранжированных для сольного и хорового пения, а также для различных инструментов. Был также издан сборник песен (номер 89), предназначенный специально для еврейской школы и семьи. «Сборник песен для еврейских школ и дома» включал, помимо народных песен, собранных Киссельгофом и другими, оригинальные художественные песни и раздел о речитативах религиозных текстов.
Для популяризации еврейской музыки общество периодически устраивало в Санкт-Петербурге соответствующие концерты, а для провинции организовывало артистические турне.
Также в столице устраивались собрания, на которых читались доклады с музыкальными иллюстрациями. На 1911 год общество насчитывало уже свыше 300 членов.
Общество еврейской народной музыки прекратило свое существование в 1924 году.